# The Weekly Standard
The Weekly Standard – amerykański neokonserwatywny tygodnik opiniodawczy należący do News Corporation. Pierwszy numer pisma ukazał się 17 września 1995. Do głównych redaktorów należą: William Kristol (założyciel) oraz Fred Barnes. Nakład tego czasopisma wynosi ok. 83 tys. egzemplarzy.